# بخش آرخارینسکی
بخش آرخارینسکی (به لاتین: Arkharinsky District) یک منطقهٔ مسکونی در روسیه است که در استان آمور واقع شده‌است.